# Centrum Wyszkolenia Kwatermistrzowskiego
Centrum Wyszkolenia Kwatermistrzowskiego (CWK) – szkoła Wojska Polskiego. 

## Historia Centrum
Centrum Wyszkolenia Kwatermistrzowskiego powstało w 1949 w Poznaniu w wyniku przeformowania Wyższego Kursu Kwatermistrzów (funkcjonującego od 1947) na podstawie rozkazu organizacyjnego Ministra Obrony Narodowej nr 0200/Org. z 19 listopada 1948. Centrum zorganizowano według etatu nr 20/143. W jego składzie znajdowała się Oficerska Szkoła Kwatermistrzowska. na podstawie zarządzenia Szefa Sztabu Generalnego WP nr 061/Org. 6 marca 1954 Centrum Wyszkolenia Kwatermistrzowskiego zostało przemianowane na Centrum Wyszkolenia Służby Tyłów. Również Oficerską Szkołę Kwatermistrzowską przemianowano na Oficerską Szkołę Służby Tyłów. W 1956, w związku ze zmniejszenie liczebności wojska, centrum zostało rozformowane, a na jego bazie rozkazem Ministra Obrony Narodowej nr 025/Org. z 4 września 1956 utworzono z dniem 1 listopada 1956 Ośrodek Szkolenia Oficerów Tyłów, który wkrótce przemianowano rozkazem Ministra Obrony Narodowej nr 053/Org. z 6 listopada 1956 na Ośrodek Szkolenia Oficerów Kwatermistrzostwa, a następnie rozkazem Ministra Obrony Narodowej nr 063/Org. z 6 września 1957 przeformowano w Ośrodek Szkolenia Służb Kwatermistrzowskich.

## Kierunki kształcenia
Centrum przygotowywało oficerów służb kwatermistrzowskich w kierunkach: 
- finansowym,
- żywnościowym,
- mundurowo-taborowym,
- kwaterunkowo-budowlanym,
- materiałów pędnych i smarów.

## Struktura organizacyjna (1953)
- Komenda
- Wydział wyszkolenia ogólnego
- Wydział polityczny
- Cykl polityczny
- Cykl taktyki ogólnej
- Cykl taktyki tyłów
- Cykl administracji i planowania
- Cykl finansów
- Cykl żywnościowy
- Cykl mundurowo-taborowy
- Cykl kwaterunkowo-budowlany
- Cykl materiałów pędnych i smarów
- Cykl samochodowy
- Cykl służby zdrowia
- Biblioteka szkoleniowa
- Biblioteka beletrystyczna
- Kursy kwatermistrzów
- Kursy doskonalące
- Kursy przekwalifikowania
- Kursy oficerów rezerwy
- Pododdziały podchorążych
- Pododdziały zabezpieczenia

## Komendanci Centrum
- płk dypl. Józef Żymierski (VII 1949 – IV 1950)
- gen. bryg. Aleksandr Kinasow (IV 1950 – III 1951)
- płk Akim Bondar (III 1951 – VII 1955)
- płk Mikołaj Matwijewicz (VII 1955 – XII 1956)